# Вінь (аеропорт)
Аеропорт Вінь (в'єт. Sân bay Vinh), (IATA: VII, ICAO: VVVH) — в'єтнамський комерційний аеропорт, розташований у місті Вінь (провінція Нгеан).
Є аеропортом спільного базування і поряд з Ханойським аеропортом Зялам однією з найбільших військових авіабаз у країні
| Авіакомпанія             | Місто прибуття (аеропорт) |
| ------------------------ | ------------------------- |
| Jetstar Pacific Airlines | Хошимін                   |
| Vietnam Airlines         | Ханой, Хошимін            |